# Chant XVIII de l'Enfer
Le Chant XVIII de l'Enfer est le dix-huitième chant de l'Enfer de la Divine Comédie du poète florentin Dante Alighieri. Il se déroule dans la première et deuxième bolgia du huitième cercle, où sont punis respectivement les ruffians, les séducteurs et les flatteurs ; nous sommes au matin du 9 avril 1300 (samedi saint), ou selon d'autres commentateurs du 26 mars 1300.
Avec ce Chant commence la seconde moitié du Cantique infernal. Curieusement, l'Enfer est divisé en deux moitiés de 17 Chants, dans chacune desquelles apparaissent 13 catégories de damnés : deux nombres particulièrement sinistres liés à des superstitions ; cette seconde moitié traite des fraudeurs (qui sont divisés en trompeurs et traîtres), c'est-à-dire de ceux qui ont utilisé l'intelligence et la raison à des fins maléfiques.

## Thèmes et contenus

### Description de Malebolge: versets 1-21

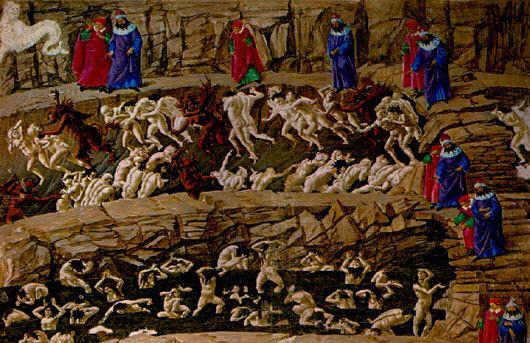
Le illustré par Sandro Botticelli.

Le Chant commence par une description des Malebolge, un néologisme dantesque destiné à l'origine à évoquer des poches de mal.  Bolgia était en effet synonyme de bourse  et ce n'est qu'après les passages de la Divine Comédie qu'il a commencé à signifier, par traduction du caractère de ces dix fossés du huitième cercle, un lieu grouillant de gens turbulents et tapageurs.
Dante commence à parler de ce lieu par un relevé descriptif et topographique précis : les Malebolge sont faits de pierre « color ferrigno », c'est-à-dire gris foncé, comme le rocher qu'il vient de descendre sur le dos de Géryon ; ils sont de forme circulaire avec, au centre, un puits « très large et profond », dont Dante nous parlera « suo loco », c'est-à-dire en temps voulu ; ces fossés ressemblent en tous points à ceux des châteaux,  à cause des petits ponts qui les traversent et « coupent » les rochers qui séparent les fossés.
Dante et Virgile commencent donc leur voyage vers le lieu décrit ci-dessus en tournant, comme presque toujours dans l'Enfer, vers la gauche.

### Ruffians et Séducteurs: versets 22-39

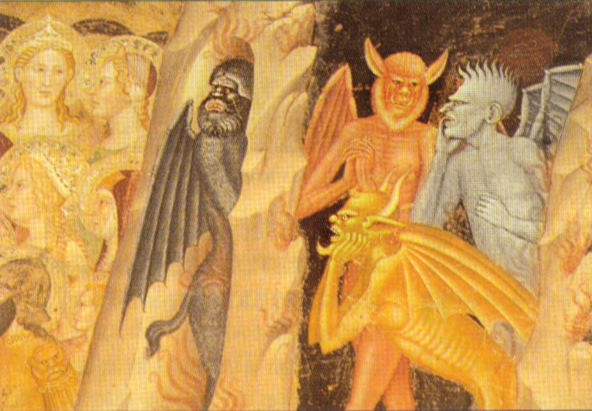
Démons médiévaux, Andrea di Bonaiuto, détail de fresque au Chapelle des Espagnols, Santa Maria Novella, Florence

En regardant à droite, Dante peut déjà voir les premiers damnés du 8e cercle :
« A la man destra vidi nova pieta,
novo tormento e novi frustatori,
di che la prima bolgia era repleta. »
— Dante, versets 22-24

« À ma droite je vis nouvelle misère
pas de nouveaux tourments et de nouvelles frustrations,
dont la première bole était truffée. »
— versets 22-24
Les damnés sont nus (une condition que Dante ne répète que lorsqu'il veut souligner leur misère) et se tiennent au fond de la bolge. Ils se déplacent en deux rangées, l'une se dirigeant vers Dante le long du périmètre extérieur et l'autre longeant le mur intérieur dans la même direction et à un rythme plus rapide, rappelant au poète les pèlerins qui, à Noël 1299, pour le jubilé de 1300 (la même année que le voyage imaginaire dans l'autre monde) traversaient en deux rangées le Pont Saint-Ange pour atteindre ou quitter la basilique Saint-Pierre, d'un côté en direction du Castel Sant'Angelo, de l'autre vers il monte (mont), c'est-à-dire vers la ville (on ne sait pas très bien quelle montagne ou colline Dante a voulu désigner ici ; Il s'agit probablement de cette petite colline formée par d'anciennes ruines appelée plus tard Monte Giordano, sur laquelle se trouve le Palazzo Taverna et où la toponymie porte encore les noms de Via di Monte Giordano et Vicolo del Montonaccio). Ce passage est indiqué par certains comme une preuve de la participation d'Alighieri au Jubilé, mais cela ne fait pas l'unanimité.
Sur les rochers qui entourent les douves, Dante voit des diables cornus frapper avec de longs fouets les damnés sur le dos et les fesses , un châtiment plus humiliant que douloureux qui rappelle les punitions insultantes infligées à certains délinquants au Moyen Âge. Peut-être que Dante l'a prise dans la tradition d'un statut municipal qu'il connaissait. La vision des démons, si statique et non menaçante, est également typiquement médiévale et rappelle les figures que l'on pouvait voir sur les fresques des basiliques. Dante souligne que les coups de fouet faisaient fuir les damnés (farevano lor levar le berze) et que personne ne restait immobile pour attendre le deuxième ou le troisième coup de fouet.

### Venedico Caccianemico: versets 40-66

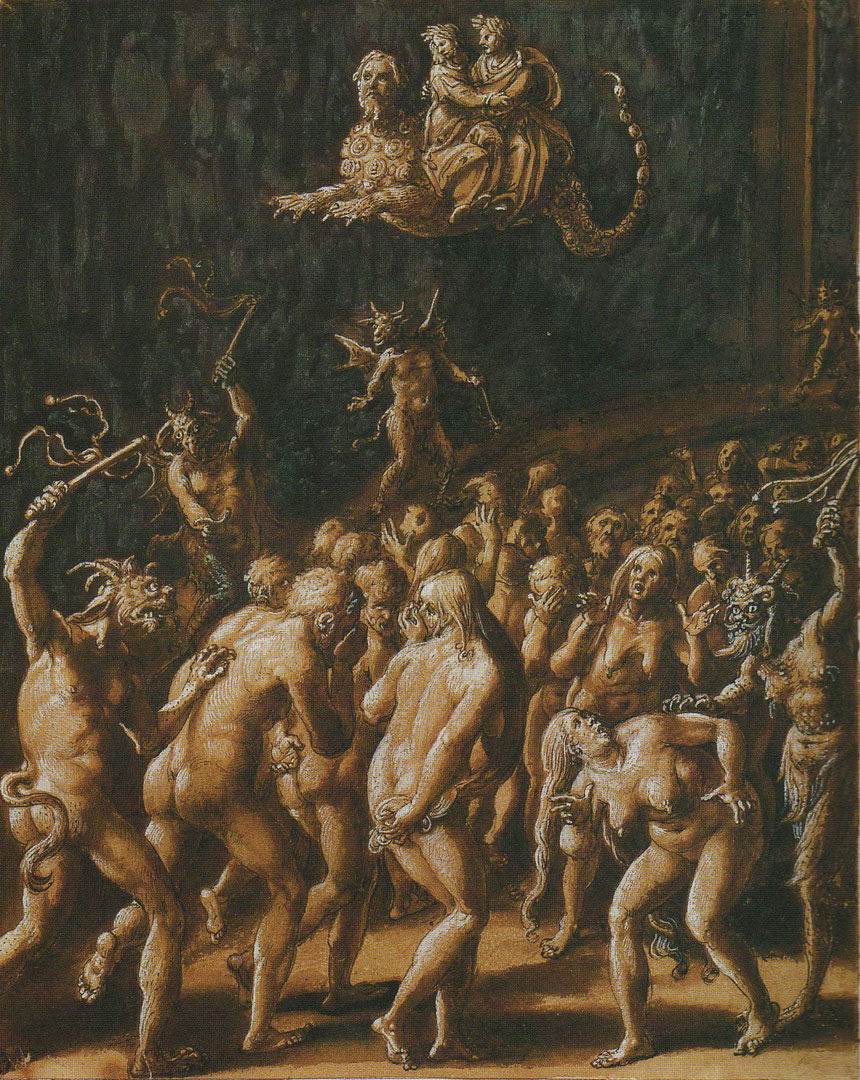
Ruffians et séducteurs, illustration de Giovanni Stradano (1587).

Dans ce désordre, Dante croit reconnaître l'un des damnés parmi ceux dont les visages sont tournés vers l'endroit où il se trouve, au bord du fossé, en train de commencer à traverser le petit pont. Le poète s'arrête, Virgile aussi, puis Dante recule un peu pour mieux voir de qui il s'agit. Le maudit se rend alors compte qu'il est le centre de l'attention et cache son visage, le baissant honteusement. Le thème de la honte de se trouver dans un tel endroit est l'un des sentiments saillants de Malebolge.
Dante, cependant, n'abandonne pas, il appelle le damné, clairement par son nom et son prénom, Venedico Caccianemico (it), et lui demande ce qu'il fait dans ce lieu de tourments (a sì pungenti salse, peut-être en écho aux « salse » bolonais qui étaient des fosses communes pour les criminels ne méritant pas d'être enterrés en terre consacrée). Ce Venedico est un personnage très important, parmi les citoyens de Bologne à l'époque de Dante  et son invective était très courageuse envers un personnage aussi éminent.
Le damné répond « sans le vouloir », mais ne peut nier avoir entendu la voix de ceux qui l'ont reconnu. Il révèle qu'il a fait en sorte que sa sœur Ghisolabella se prostitue aux désirs du marquis (Obizzo II d'Este ou, moins probablement, son fils Azzo VIII d'Este). On apprend ainsi que les ruffians sont punis dans ce fossé. De plus, Venedico dit qu'il n'est pas le seul Bolognais présent, en effet ils sont plus nombreux en ce lieu en enfer que dans la vie entre la Savena et le Reno, les deux rivières qui entourent Bologne. Pour désigner ses concitoyens, il utilise une paraphrase linguistique, les désignant comme ceux qui disent « sipa » (« scipa ») au lieu de « sia ». Enfin, il réitère son propos en disant que si on ne le croyait pas, il suffit de penser à l'avarice de leur cœur. La gravité des accusations portées contre Bologne est particulièrement forte si l'on considère que Dante était en exil pendant la rédaction de l'Enfer et qu'il a même été invité dans la ville émilienne pour recevoir le couronnement en laurier de poète suprême, mais qu'il a refusé, peut-être parce qu'il sentait combien sa présence pouvait être malvenue.
La scène est close par un démon, qui augmente encore la dose d'accusations contre Venedico, en le fouettant et en lui criant : via / ruffian ! qui non son femmine da coio, c'est-à-dire qu'il n'y a pas de femmes à prostituer.

### Jason: versets 67-99
Dante continue et monte sur le petit pont avec Virgile ; quand ils sont au milieu (là où la pierre « vacille en bas », c'est-à-dire là où elle passe au-dessus du vide) Virgile dit de se retourner pour voir la deuxième rangée de damnés qui va dans l'autre sens. Dans cette rangée de damnés, le maître désigne un grand (de taille ou d'âme ?) qui vient à leur rencontre et qui garde une apparence royale sans pleurer malgré la douleur brûlante. C'est Jason, le protagoniste de la récupération de la Toison d'or (prise aux Colchides, comme le dit Virgile) dans l'expédition des Argonautes. Le poète latin décrit, en rappelant certains passages des Métamorphoses d'Ovide, comment Jason est passé par Lemnos où les femmes avaient tué tous les hommes ; là, il a trompé Hypsipyle en la séduisant (elle qui avait déjà trompé les autres femmes pour sauver son père, le seul homme survivant de l'île) et l'a abandonnée enceinte ; pour cette faute, il est condamné à ce martyre, qui se venge aussi de Médée, elle aussi séduite et abandonnée par Jason : «  Laissez-la ici, enceinte, seule ; une telle culpabilité à un tel martyre il condamne ; et aussi de Médée on se venge.  » (versets 94-96). Dans cette deuxième partie de la bolge, les séducteurs sont donc punis, et Virgile termine brusquement en disant que cela suffit pour traiter ceux qui sont «  mordus » (comme une bouche géante) dans la première bolge.

### Adulateurs: Alessio Interminelli: versets 100-126

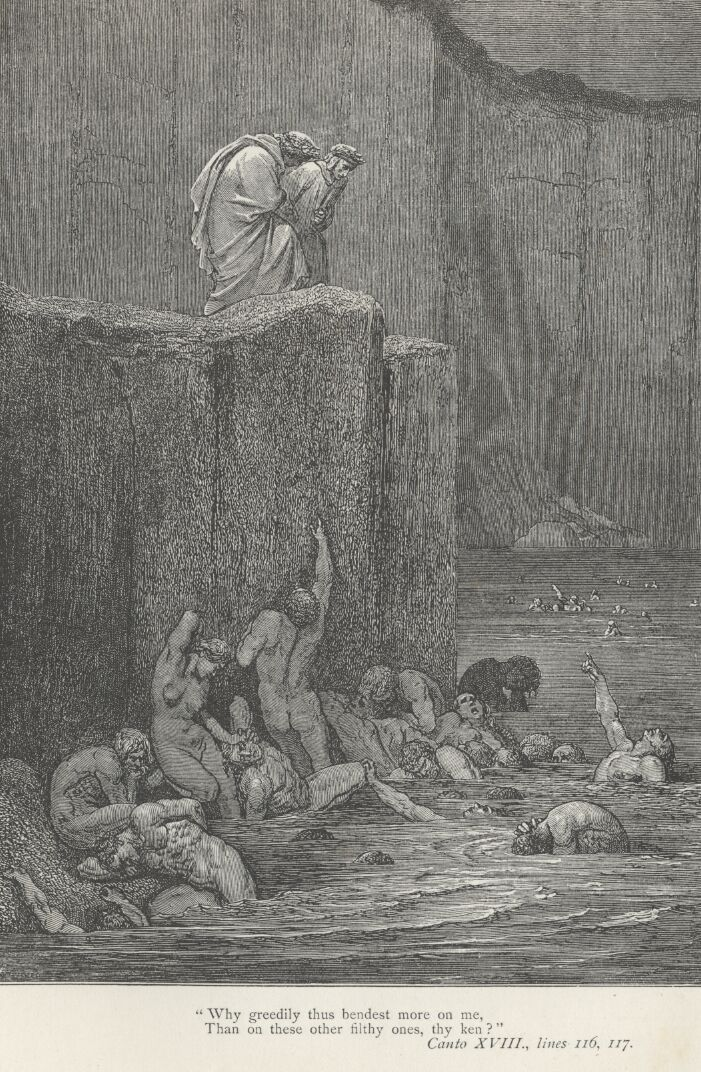
Les Adulateurs, illustration de Gustave Doré.

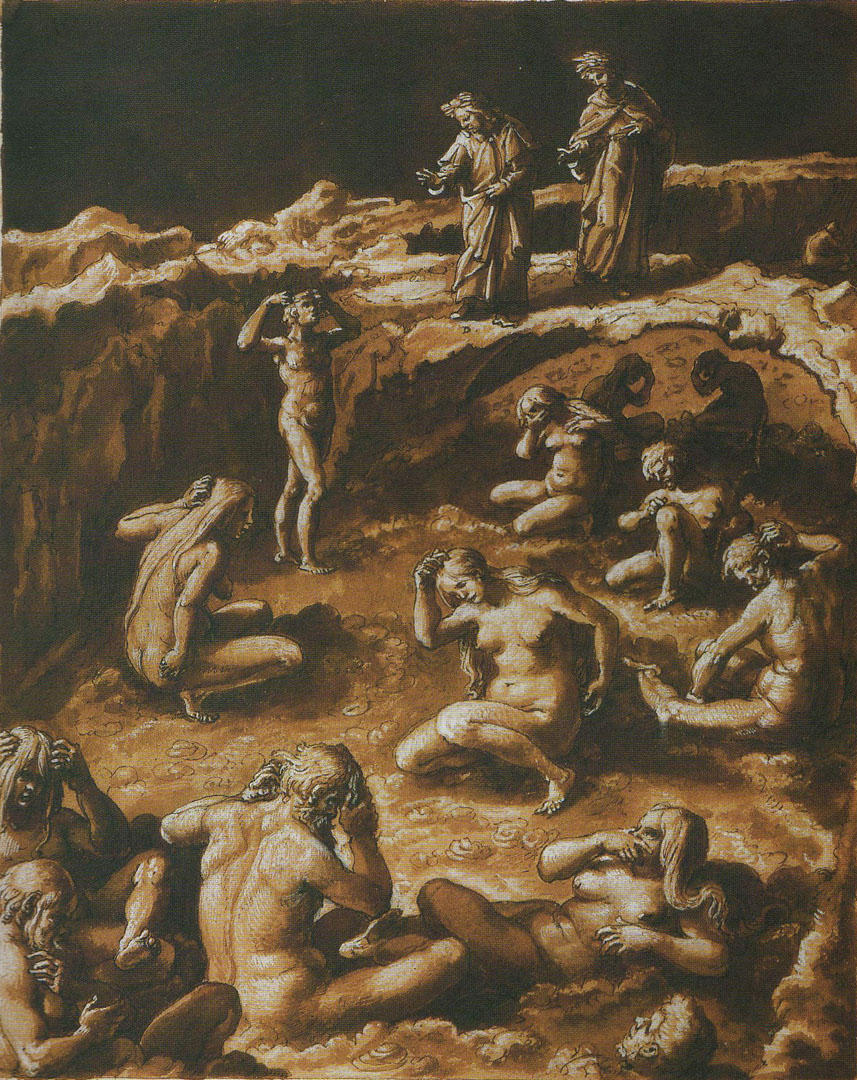
Les Adulateurs, illustration de Giovanni Stradano (1587).

Dans ce Chant, la narration se poursuit à un rythme soutenu et déjà les deux poètes entrent dans la prochaine phase de désordre. C'est ici que Dante commence à changer le registre de la langue, l'abaissant au niveau du plus bas dialecte populaire, avec des rimes créées par des consonnes doubles entourées de voyelles, comme « -uffa, -icchia, -osso, -utti, -ucca  », des sons durs, des allitérations et le choix de mots bisyllabiques et souvent «  vulgaires » dans le sens le plus péjoratif (merdose, puttaneggiare). La poésie de ce Chant, parfois critiquée et minimisée au XIXe siècle, atteint des sommets de vitalité et de plasticité qui jouissent aujourd'hui d'un crédit considérable auprès des critiques. Dante, « baptisant » la langue vernaculaire italienne a voulu explorer avec un succès durable, toutes les possibilités de ses applications, du langage scabreux le plus bas à la description des plus hauts thèmes angéliques et théologiques du Paradis : on a déjà rencontré des passages où il modifiait son choix de mots, sa syntaxe et son style en fonction du personnage avec lequel il conversait, comme dans les épisodes de Pierre de la Vigne et de Brunetto Latini. En outre, dans ce Chant, Dante explore le langage et le style comique (pour ainsi dire), avec des situations qui semblent être des transpositions  du langage parlé dans l'écriture.
Dante commence alors à décrire les damnés qui s'accroupissent, se recroquevillent, se battent avec leur museau, c'est-à-dire s'ébrouent, et se battent entre eux avec leurs propres mains. Les parois du fossé sont couvertes de moisissures dues aux vapeurs qui s'y accrochent depuis le fond, où il fait si sombre que Dante doit monter juste au-dessus, sur le petit pont, pour voir quelque chose. Ce n'est qu'alors qu'il reconnaît les personnes immergées dans le fumier, qui semble provenir de toutes les latrines du monde (privadi, pour latrines). Dante scrute et voit celui dont la tête est « si grossièrement merdique » qu'il ne pourrait même pas dire s'il avait des cheveux, qu'ils soient normaux en tant que laïc ou avec un clerc s'il est religieux. Et le damné s'adresse à lui avec insolence : «  Pourquoi es-tu si goujat / pour me regarder plus que les autres laids ?  » (versets 118-119), ce à quoi Dante répond qu'il le dévisage «  Parce que, si je me souviens bien / je t'ai déjà vu avec des cheveux secs, / et tu es Alessio Interminei da Lucca  » (verset 120-122). Ici encore, un damné est décrit sur un ton infâme et avec la mention complète de son nom, de manière à ne laisser aucun doute. Le damné dit seulement qu'il est là à cause de toutes les flatteries qu'il a proférées et dont sa bouche n'a jamais été «  entêtée » , c'est-à-dire jamais fatiguée. Nous apprenons ainsi que nous sommes dans le chahut des flatteurs. Le contrapasso est donc également délimité, bien que même dans ce cas la punition ait plus un sens d'infamie que de punition douloureuse. Il suffit de penser que les flatteurs sont aujourd'hui vulgairement appelés « lèche-cul » pour comprendre le lien possible avec les excréments.
Curieusement, la hiérarchie des péchés de plus en plus graves à mesure que Dante s'approche du centre de l'Enfer est ici très éloignée de nos canons modernes : un flatteur serait plus coupable qu'un meurtrier ou un tyran selon la logique de Dante. Dans le Malebolge en particulier, cette règle de la gravité des péchés sera contredite par Dante lui-même (par exemple, il placera les simoniaques détestés bien avant d'autres pécheurs ordinaires tels que les troqueurs ou les faussaires, raison pour laquelle certains commentateurs ont estimé que cette règle n'est pas suivie parce que le Malebolge serait essentiellement dans la plaine ou presque, de sorte que tous les damnés punis seraient considérés comme égaux).

### Taide: versets 127-136

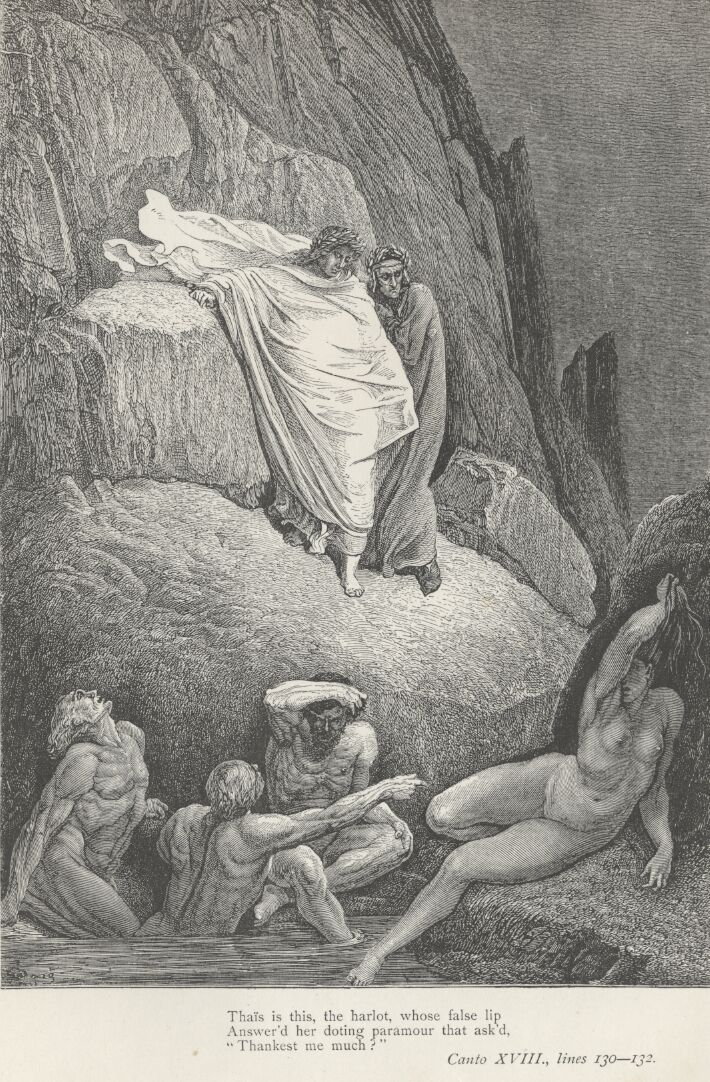
Taide, illustration de Gustave Doré.

Enfin, dans ce rapide tour d'horizon des damnés de ce Chant, Virgile attire l'attention de Dante sur une damnée « sale et scapigliata  », qui « se gratte avec ses ongles de merde  » et se lève et s'assoit continuellement sans trouver la paix. C'est Taide, la « putain  » qui, à son amant (drudo) qui lui demandait s'il avait des grâces auprès d'elle (apo, latinisme de apud), répondit «  Merveilleuse  », dépassant la flatterie.
Quelques considérations doivent être faites sur le personnage. La première est qu'elle est la première pécheresse rencontrée dans l'Enfer depuis  Francesca da Rimini, que l'on retrouve dans le IIe cercle des luxurieux, où apparaissent également quelques figures féminines. Elle est la seule prostituée nommée dans l'Enfer et il est significatif qu'elle ne soit pas punie pour la luxure mais pour la flatterie. Deuxièmement, Dante met dans la bouche de la femme des mots qui ne sont pas les siens. Il s'agit en fait d'un personnage littéraire de la pièce de théâtre L'Eunuque de Térence, qui envoie son serviteur Gnatone à son amant Thrasos ; et Thrasos demande à un intermédiaire, et non à Taide, s'il a plu à la femme, recevant comme réponse «  Ingentes », c'est-à-dire « Beaucoup » , donc le flatteur serait Gnatone. Le malentendu vient du fait que Dante a lu l'affaire décrite par Cicéron dans un passage du De amicitia, confondant un nominatif avec un vocatif et attribuant ainsi la phrase à Taide elle-même. Cicéron lui-même a utilisé ce passage pour signaler un exemple clair de flatterie (selon lui, un simple oui aurait suffi au lieu du disproportionné beaucoup) et Dante a repris la citation mot pour mot.